# Pelorus Jack

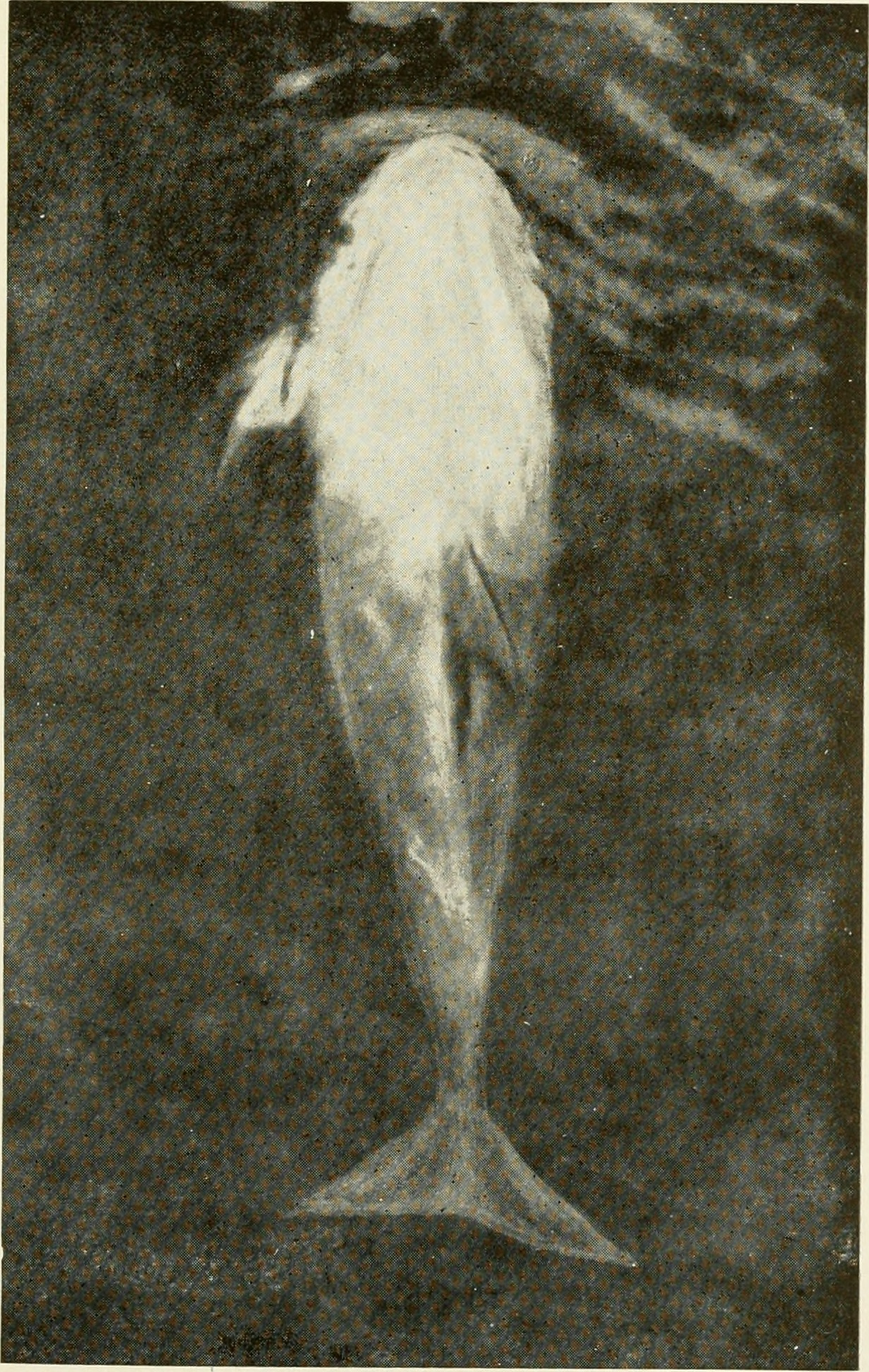
Pelorus Jack entro il 1909

Pelorus Jack è stato un esemplare di grampo (Grampus griseus) che, a cavallo tra Ottocento e Novecento, scortava le navi attraverso lo stretto di Cook; è anche ricordato per essere stato il primo cetaceo in assoluto ad essere protetto per legge.

## Storia
Pelorus Jack era un grampo (Grampus griseus), specie non comune in Nuova Zelanda; il suo genere non è mai stato determinato. Il primo avvistamento noto risale al 1888, quando affiancò la Brindle, una goletta diretta a Nelson (secondo alcune versioni la ciurma della Brindle avrebbe voluto ucciderlo, ma la moglie del capitano lo proibì). Da quel momento e per ventiquattro anni il cetaceo continuò ad accompagnare le navi che facevano quella tratta, senza però uscire da un'area ben definita: attendeva le navi all'imbocco del Pelorus Sound (da cui prende il nome), accompagnandole – ma senza entrarvi – fino a French Pass, un difficile canale tra l'isola d'Urville e la terraferma dove le correnti raggiungono gli otto nodi; oppure, faceva la tratta inversa (secondo altre fonti, invece, raramente lo si trovava nel Pelorus Sound, e avrebbe invece aspettato le navi nelle vicinanze di Cape Francis).
Pelorus Jack continuò ad apparire per ventiquattro anni, e la sua fama crebbe al punto da trasformarlo in un'attrazione turistica; tra i personaggi che vollero vederlo si annoverano Mark Twain e Frank Thomas  Bullen. Secondo i racconti amava nuotare nelle scie delle navi e gareggiare con loro, pur avendo una preferenza per le navi a vapore con scafo metallico.

### Protezione

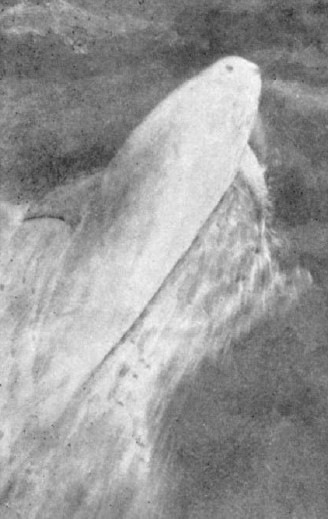
Pelorus Jack nel 1912

A inizio Novecento qualcuno tentò di sparare a Pelorus Jack da una nave a vapore; secondo alcune versioni si trattò di un marinaio, forse ubriaco, a bordo del traghetto SS Penguin, un'imbarcazione che da quel momento Pelorus Jack non avrebbe mai più avvicinato (e che, ironicamente, affondò al largo di Wellington nel 1909).
A seguito dell'attacco, il 26 settembre 1904 venne passata una legge all'interno del Sea-fisheries Act 1894 per proteggere esplicitamente Pelorus Jack: essa venne rinnovata per due volte prima della scomparsa del delfino, ma va notato che l'ordinanza non era valida, dato che né il Sea-fisheries Act 1894, né il successivo Fisheries Act 1908, avevano pertinenza su mammiferi marini diversi dalle foche.

### Morte e tributi

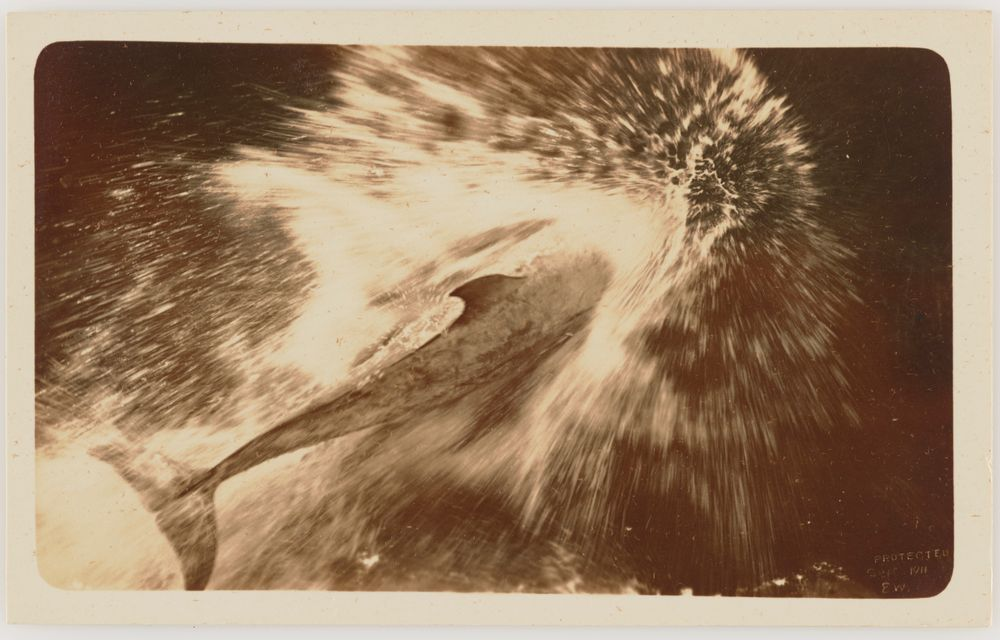
Pelorus Jack entro il 1911

L'ultima apparizione di Pelorus Jack è di fine 1912. Il suo fato è sconosciuto, ma dato che all'epoca doveva avere almeno ventiquattro anni è plausibile che sia semplicemente morto di vecchiaia (Charlie Moeller, il custode del faro di French Pass, affermò di aver trovato la carcassa del grampo in decomposizione su una spiaggia); del resto era già da alcuni anni che l'animale mostrava segni di stanchezza, tanto che a volte le imbarcazioni rallentavano per consentirgli di tenere il passo.
Cionondimeno vi sono molte storie alternative sull'accaduto; una delle più diffuse lo vuole arpionato da balenieri norvegesi nell'aprile 1912. Secondo un'altra venne trovato spiaggiato da un uomo e suo figlio, che dovettero ucciderlo per porre fine alla sua sofferenza (realizzando solo dopo che si trattava di lui).
La scomparsa fu quasi un lutto nazionale in Nuova Zelanda, e venne riportata anche da giornali esteri (sebbene in parte in modo canzonatorio). La sua figura rimane ancora molto popolare; gli sono state dedicate diverse canzoni, e lo stesso nome è stato dato a due bulldog che servirono sulla HMS New Zealand.